# Catharsius spectabilis
Catharsius spectabilis är en skalbaggsart som beskrevs av Gillet 1918. Catharsius spectabilis ingår i släktet Catharsius och familjen bladhorningar. Inga underarter finns listade.